# Cementiri de Pokrov
El Cementiri de Pokrov (en letó: Pokrova kapi) és un espai de 70.669 metres quadrats localitzat a la ciutat de Riga a Letònia, que data de l'any 1773. El propietari actual del cementiri és el Refugi de l'Església de La Nostra Santíssima Senyora que lloga la terra.
Dues tombes de l'Exèrcit Roig es troben al cementiri - una més petita que data de l'estiu de 1941 i la més gran dels anys 1944 a 1946, així com un monument de l'exèrcit de l'Imperi Rus que és de l'any 1917.
El cementiri alberga l'Església de l'Ascensió de Crist, l'única Església Ortodoxa de Letònia a Riga, on se celebren els sermons en llengua letona.